# Kamar al-Din
Kamar al-Din Khan Dughlat (Kummar al-Din, Qamar-ud-din Khan Dughlat (àrab: قمر الدین خان دغلت) fou un governant mongol que va arribar a kan del Kanat de Mogolistan (1368 a 1392), pertanyent al clan Dughlat de Kaixgar de guerrers mongols.

## De Ulus Beg a Khan
Sota el kan Tughlugh Timur, tant Amir Tuluk com Bulaji havien ocupat el càrrec d' ulus beg (comandant en cap de l'exèrcit del kan de Mogolistan). Després de la mort de Bulaji, l'ofici es va lliurar al seu fill Khudaidad, amb l'oposició de Kamar al-Din, el germà de Bulaji, que volia ser ulus beg. Va demanar el càrrec a Tughlugh Timur però aquest li va refusar. Després de la mort d'aquest kan, Kamar al-Din es va revoltar contra el fill de Tughlugh Timur, Ilies Khoja Khan (o Ilyas Khoja).
Probablement Kamar al-Din va ser el responsable de la mort d'Ilies Khoja; la majoria dels membres de la família de Tughlugh Timur també van ser assassinats. Kamar al-Din, ja com ulus beg, es va proclamar kan, l'únic Dughlat que ho va fer mai i tot i que no va obtenir el suport de molts dels amirs, va aconseguir mantenir la seva posició a Mogolistan.

## Guerres amb Timur de Transixana

### Primera guerra 1374
A l'any 1373, segurament a finals d'any, Timur va rebre informació de que Kummar al-Din Dughlat (Kamar al-Din Dughlat), l'antic amir que havia assassinat a Ilies Khoja, proclamant-se al seu lloc com a kan, havia promès agafar el regne de Mawara al-Nahr (Transoxiana) a Timur i aquest de seguida va preparar una gran expedició al caravanserrall de Kutfan però el fred i les neus del hivern ho feien impossible; com que el fred fou especialment intens aquell any, molt de bestiar va morir i va haver de tornar a Samarcanda però finalment va decidir que res l'havia de dissuadir de les seves decisions i va tornar a Kutfan on va esperar 40 dies a que el fred fos menys intens (meitat de març de 1374). L'avantguarda fou confiada al príncep Jahangir ibn Timur acompanyat dels amirs Muhammad Bayan Selduz i Adil Shah Jalayir (cap dels Jalayirs). Quan el príncep i els caps van arribar a Jarun, van saber que Kummar al-Din, amb el seu exèrcit, estaven acampats a Kuruk Tupe (Turó Blau) i esperaven reforços. Al sentir aquesta notícia, el príncep va marxar a tota presa i va entrar al camps dels jats a la nit; Kummar al-Din va fugir i va buscar refugi en un pas anomenat Birke Ghuryan que eren tres passos estrets, fent-se fort al tercer. Quan el dia va clarejar, les tropes de Jahangir es van apoderar-se de diversos soldats enemics i van saquejar el campament; després van anar cap al pas de Birke Ghuryan; durant el dia els jats van poder defensar el pas però a la nit van fugir altre cop. Timur no va tardar a arribar i va ordenar a amir Daud, a Husayn Bahadur i a alguns altres oficials que perseguissin els fugitius i que no els donessin temps a descansar; a la nit va acampar a Payak; en aquest lloc va saber que l'amir Husayn Bahatur s'havia ofegat creuant un riu, però la persecució no es va aturar i fou perseguit per turons i valls, els seus camells i bagatges foren atrapats i després les dones amb les seves joies i al final estava fugint per les muntanyes amb nomes 7 persones. Entre les dones capturades estaven l'esposa de Kamar al-Din, Buyan Agha, i la filla Dilshad Agha. Jahangir en va informar a Timur que estava acampat a Baytac des de feia mes de 50 dies, el qual es va dirigir en direcció on estava el seu fill.
Jahangir, que per ordre del seu pare s'havia posat al front de la persecució, va haver de marxar a peu a causa que el país estava ple d'arbres i coves; van arribar a un brollador d'aigua, prop del qual Kummar al-Din s'havia aturat; quan estaven a punt d'agafar al que suposaven que era Kummar un jove de aparença similar va cridar que ell era Kummar i el van agafar si bé en realitat era un servidor; tots els altres també van jurar que eren Kummar; i mentre el verdader va poder fugir i es va amagar en una cova. Portats els presoners al campament, diverses persones que coneixien a Kummar van constatar que cap dels presoners era ell. Timur es va trobar amb Jahangir a la muntanya de Kara Kasmak i allí va conèixer a Dilshad Agha; va perdonar als servidors als que va elogiar la seva lleialtat. Llavors Timur va marxar cap a la muntanya de Shemak i des de allí cap a les planes d'Azbehbary. A les planes d'Azbehbary Timur va passar dos mesos de primavera aprofitant la bellesa del lloc, i es va casar amb Dilshad Agha que no obstant va morir jove 9 anys després (1383)

### Segona guerra
El fill de Tamerlà, Umar Xaikh, governava el país d'Andijan (la vall de Fergana), i el 1376, va perdre Andijan en la rebel·lio de Sarbugha i Adil Shah Jalayir. Umar es va fer fort a les muntanyes i va enviar un missatger de nom Dashmend per alertar a Timur del que passava. Aquest furiós, va marxar a la zona amb cinc mil homes però la notícia va arribar aviat a Kamar al-Din, que estava a Atbachi, que va abandonar el lloc amb quatre mil cavallers per situar-se en una posició on podia emboscar a Timur. L'exèrcit de Timur tenia a l'avantguarda a Khetai Bahadur, Muvayad Arlat i Shaikh Ali Bahadur; Timur es va quedar amb 200 homes cosa que va saber Kamar al-Din que va veure l'ocasió per fer caura al seu enemic en l'emboscada que havia planejat; els 4000 homes van sortir del lloc i es van dirigir contra el petit grup de Timur. Aquest havia deixat al seu fill Jahangir malalt i havia enviat un missatger a buscar notícies i aquest al tornar no li portava pas una millora sinó tot el contrari. Poc després els dos contingents es van trobar a Shenghezigadge i tot i la inferioritat Timur va derrotar el seu enemic, que es va retirar; perseguit Kamar al-Din per l'amir Utj Kara; el va atrapar i li va matar el cavall, però va poder fugir ferit i a peu, amb nomes 8 servidors.

### Tercera guerra (1377)
Timur va ordenar enviar un nou exèrcit al Mogolistan. Aquesta força estaria sota el comandament del príncep Umar Xaikh, auxiliat per Ak Bugha i Khetai Bahadur i aniria contra Kummar al-Din; Omar Shaikh va rebre ordres de consultar totes les decisions amb Sar Bugha, l'antic rebel que s'havia compromès a guiar l'exèrcit al Mogolistan. Abans de la partida de les tropes, l'amir Sar Bugha va aconsellar que, com que els jats eren experts en la vigilància calia desviar una divisió per arribar al seu campament per la part posterior mentre el cos principal els atacava pel davant; Es va decidir que Umar Xaikh i Sar Bugha anirien per davant i una divisió manada per Ketay (Khetai) Bahatur faria un rodeig. Umar amb el cos principal, va arribar a la plana de Khuratu (on acampaven els jats) en el moment que Kummar al-Din estava sopant; el kan va fer unes maniobres confuses per examinar la situació i va desorganitzar tot l'exèrcit. Kummar es va retirar cap al desert i Umar el va seguir però no va trobar el seu rastre i va tornar a Samarcanda mentre Khetai Bahadur saquejava el campament de la Horda i després s'incorporava al gruix de l'exèrcit que marxava cap a Samarcanda.

### Quarta guerra (cinquena expedició de Timur al Mogulistan) (1377)
Encara no havien tornat les tropes enviades al Mogolistan sota direcció d'Umar Xaikh que Timur ja estava mobilitzant a l'exèrcit per anar-hi personalment. Muhammad Beg va enviar l'avantguarda manada pels amirs Ak Timur Bahadur i Abas Bahadur. Després d'uns dies d'exploració l'avantguarda va localitzar a Kummar al-Din a Bugham Asighul. Després d'un breu combat foren posats en fuita. Quan Timur va arribar es va iniciar la persecució que va seguir fins al Konkar

### Cinquena guerra (sisena expedició de Timur al Mogolistan) (1383)
Timur havia fet la darrera expedició al Mogolistan el 1377; després pràcticament no hi havia hagut conflictivitat, però el 1383 es van tenir notícies de desordres i Timur va decidir enviar un exèrcit sota comandament de Mirza Ali amb ordres especials de combatre a Kamar al-Din. Tot seguit Timur es va traslladar a Kish. Una vegada al Mogolistan la tribu behrin va emboscar a Mirza Ali i els va derrotar, saquejant tota l'expedició i obligant a aquesta tornar a Samarcanda.
Timur va enviar aleshores a Shaikh Bahadur, Saif al-Malik, Atilmish i Arghun Shah Eshtashi, però va passar un cert temps sense notícies seves i va enviar deu mil cavallers sota comandament de Jahan Shah Yaku, Shams al-Din Utx Kara, Eltxi Bugha i Santamaura Bahadur. Quan aquests van arribar a Atakom es van trobar amb el primer grup que havia trobar als Behrin, els havia derrotat i havia fet molts presoners i esclaus. Jahan Shah va ordenar a la tropa reunir-se als deu mil per anar a combatre a Kamar al-Din. El van buscar intensament però no van aconseguir trobar-lo i van haver de tornar a Samarcanda a la tardor.

## Conflicte civil
El 1388 les tropes del pretendent Khizr Khoja van aconseguir capturar bona part de Mogolistan. Al mateix temps però va haver de lluitar contra Kamar al-Din, contra Tamerlà i contra les tribus rebels.

## Nova expedició a Mogolistan (1390)
El 1390 Timur va enviar a Mogolistan un contingent d'uns vint mil soldats dirigits per Sulayman Shah, Kudadad Husayni, Shams al-Din Abas i el seu germà Osman Abas. Van passar el Sihun a Taixkent; es van dirigir cap a Issyghel on van trobar a l'emir Malik Apardi amb el seu fill Bekek Apardi i als amirs turcmans Badir i Sadir que amb cinc mil homes venien de Andijan enviats per Umar Xaikh, i que se'ls van unir. Junts van arribar a les muntanyes Geuktopa on es van informar de on estaven els enemics. Van anar a Arjatu on van trobar un grup del qual una part fou mort i la resta presoners. Van seguir de manera similar per les diverses províncies dels jats i van arribar fins més enllà d'Almaligh travessant nadant el riu Abyle i van arribar a Karatal, on estava la horda de Ankatura on van saber que l'avantguarda d' Olajia Bugha Mutxel Katxi havia trobat a Kummar al-Din Khan en un camp de cacera, s'hi havia enfrontat i la major part dels homes dels dos costats havien resultat morts; es van enviar alguns emirs per obtenir informació del que havia passat i quan van arribar al lloc van trobar molts morts per terra, i un guerrer de la Horda de Malangu que encara era viu i havia sobreviscut menjant nomes herbes durant 40 dies. Fou portat al campament i va revelar que al final de la batalla els homes de Timur havien acabat fugint i que Kummar al-Din havia marxat cap a Itxna Boutxna. Cap allà es van dirigir els amirs, i van arribar a Uker Keptadgi on van deixar l'equipament i van seguir com a correus fins a l'Irtish. Alli van saber que Kummar al-Din ja havia passat cap a un bosc proper a Taulas. Van restar uns dies a la zona passant el riu només per gravar els noms i armes en alguns pins de l'altre costat del riu per acreditar pel futur que la gent de Timur havia arribat fins allí, però com que feia sis mesos que havien marxat i no tenien provisions i havien de viure de la cacera i començava a venir el fred, van decidir retornar. Van retornar per Altun Kaurke, passant pel costat d'un gran llac anomenat Etrak Gheul i després de molts dies de llargues marxes van arribar a Samarcanda.

## Desaparició de Kamar al-Din
Després d'una derrota de Khidr Khoja, Kummar al-Din havia trobat la oportunitat per recuperar el poder com a kan però ara la derrota d'aquest davant els amirs timúrides el tornava a deixar en una situació complicada i Khidr Khoja, que si que era un genguiskhànida i de la branca legitima de kans de Mogolistan podia recuperar el poder cosa que no va tardar a passar. Kamar al-Din en la seva fugida va desaparèixer. Es diu que els seus oficials (de l'exèrcit derrotat que l'acompanyava) el van abandonar al bosc amb algunes concubines i menjar per bastant de temps. Mai mes se'n va saber res. Khidr Khan va ser reconegut kan probablement l'any 1391 o al següent
La desaparició de Qamar-ud-din havia deixat al seu nebot Khudaidad com el membre sènior de la família Dughlat. Segons el Tarikh-i Rashidi, Khudaidad havia estat un antic partidari de Khizr Khoja i l'havia amagat de Kamar al-Din durant la purga dels membres de la casa de Txagatai. El poder de Khudaidad va augmentar ràpidament i es va convertir en creador de reis en els anys posteriors a la mort de Khizr Khoja També va dividir Aksu, Khotan i Kashgar i Yarkand entre els seus membres de la família; aquesta divisió de territori va durar fins a l'època de Mirza Abu Bakr Dughlat.